# Baby Sisters
Le Baby Sisters sono state un girl group ungherese attivo dal 1996 al 2001 e formato da Éva Bognár, Klára Hertelendi e Gabriella Szklenár.

## Carriera
Le Baby Sisters si sono formate nel 1996 da un'idea di Klára Hertelendi di creare un gruppo al femminile sulla falsariga delle Spice Girls. È stato il produttore Gábor Berkes a lanciare la loro carriera l'anno successivo con l'album di debutto Jó estét nyár, jó estét szerelem, che ha raggiunto la 10ª posizione nella classifica ungherese. Hanno pubblicato altri tre album in ciascuno dei tre anni successivi: Hoppá!!! nel 1998, che ha raggiunto il 6º posto in classifica, Légy a partnerem! nel 1999 (12º posto), e Lesz, ami lesz nel 2000 (22º posto), prima di sciogliersi definitivamente nel 2001. Le tre ragazze hanno quindi continuato le loro carriere come soliste; ha trovato particolare successo Gabriella Szklenár, che con lo pseudonimo di Baby Gabi ha pubblicato sette album nel decennio successivo.

## Discografia

### Album in studio
- 1997 – Jó estét nyár, jó estét szerelem
- 1998 – Hoppá!!!
- 1999 – Légy a partnerem!
- 2000 – Lesz, ami lesz

### Singoli
- 1997 – Rád gondolok
- 1997 – Jó estét nyár, jó estét szerelem
- 1997 – Szeress!!!
- 1998 – Még egy tánc
- 1998 – Csókolj még
- 1999 – Szeresd a testem
- 1999 – Égben írt szerelem
- 1999 – Gyere, lángolj!
- 2000 – Lesz, ami lesz
- 2000 – Állj mellém!